# Thoras
Thoras ist eine französische Gemeinde mit 235 Einwohnern (Stand: 1. Januar 2022) im Département Haute-Loire in der Region Auvergne-Rhône-Alpes (vor 2016 Auvergne). Sie gehört zum Arrondissement Brioude, zum Gemeindeverband Les Rives du Haut Allier sowie zum Kantonen Gorges de l’Allier-Gévaudan.

## Geografie
Thoras liegt etwa 37 Kilometer südwestlich von Le Puy-en-Velay. Das Gemeindegebiet wird vom Flüsschen Panis, einem Nebenfluss der Ance, durchquert. Umgeben wird Thoras von den Nachbargemeinden 
- Esplantas-Vazeilles im Norden,
- Saint-Préjet-d’Allier, Alleyras und Saint-Vénérand im Nordosten
- Bel-Air-Val-d’Ance mit Chambon-le-Château im Osten und Nordosten und Saint-Symphorien im Osten und Südosten,
- Saint-Paul-le-Froid im Süden,
- Chanaleilles im Westen.

## Geschichte
Zum 1. Januar 2016 wurde die Nachbarkommune Croisances eingemeindet. Seither ist Thoras eine Commune nouvelle.

## Gliederung
| Ortsteil                 | ehemaliger INSEE-Code | Fläche (km²) | Einwohnerzahl (2017) |
| ------------------------ | --------------------- | ------------ | -------------------- |
| Croisances               | 43081                 | 07,37        | 030                  |
| Thoras (Verwaltungssitz) | 43245                 | 37,56        | 199                  |

## Bevölkerungsentwicklung
| Jahr                       | 1962 | 1968 | 1975 | 1982 | 1990 | 1999 | 2006 | 2013 |
| Thoras                     | 590  | 517  | 412  | 356  | 316  | 271  | 231  | 210  |
| Croisances                 | 91   | 90   | 80   | 70   | 49   | 40   | 36   | 33   |
| Quellen: Cassini und INSEE |      |      |      |      |      |      |      |      |

## Sehenswürdigkeiten

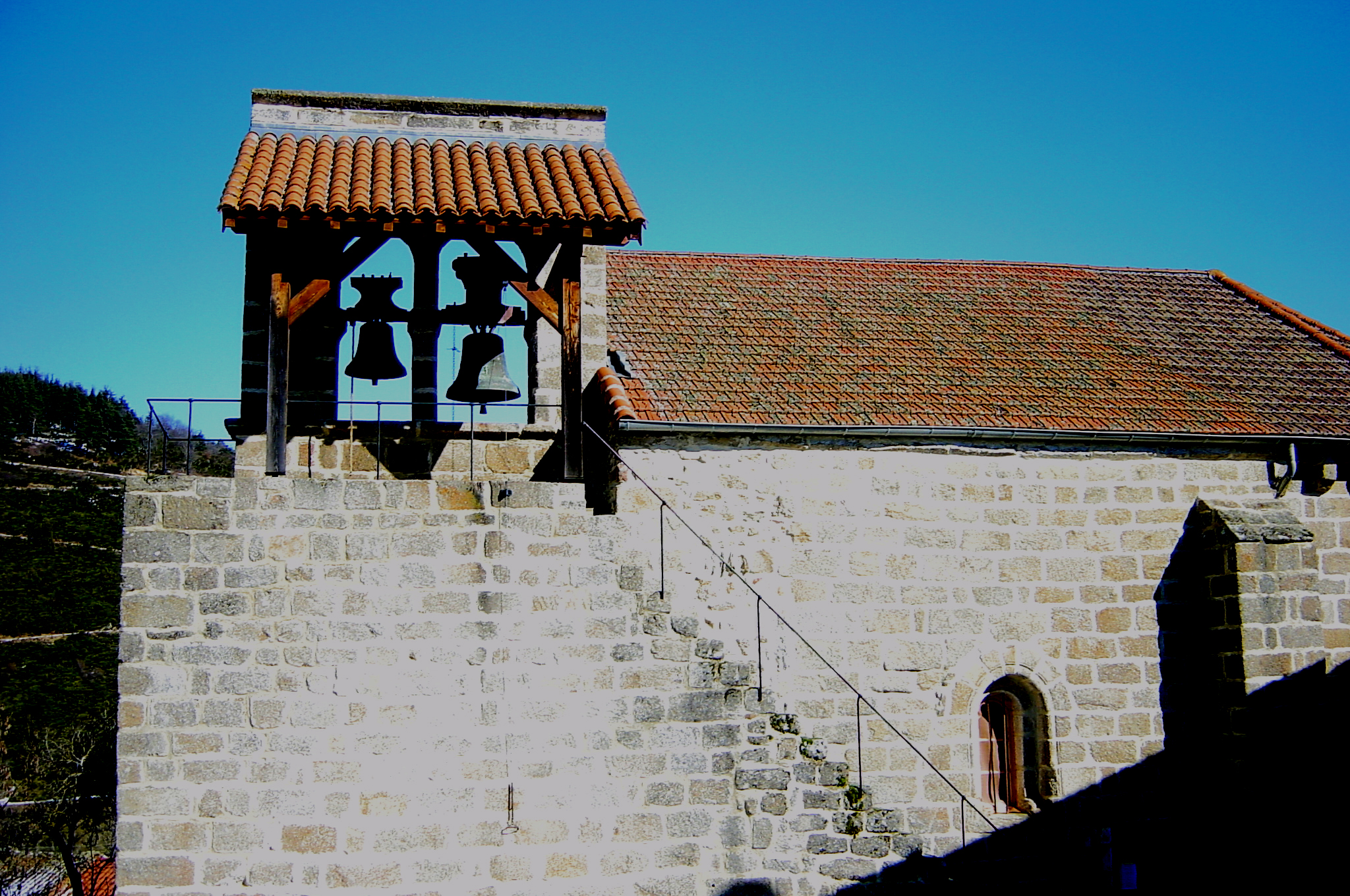
Kirche von Croisances

- romanische Kirche von Thoras aus dem 13. Jahrhundert
- Schloss in Thoras
- Kirche von Croisances aus dem 17. Jahrhundert